# Złoty Kopiniak
Złoty Kopiniak (słow. Pavúkova veža) – turnia w słowackiej części Tatr Wysokich, znajdująca się w obrębie północnej ściany Małego Kieżmarskiego Szczytu. Jest najbardziej wysuniętą na północny wschód z trzech kulminacji tworzących zewnętrzne obramowanie Niemieckiej Drabiny – ukośnego żlebu dzielącego ścianę na dolne i górne piętro. Wierzchołek Złotego Kopiniaka stanowi zatem krańcowy punkt dolnego piętra ściany. Na zachodzie turnia graniczy ze Złotą Basztą, od której oddzielają go ostro wcięta Wyżnia Złota Szczerbina i krótki, skalisty Złoty Mur, natomiast na wschodzie sąsiaduje ze Złotym Kopiniaczkiem – wybitną turniczką oddzieloną Złotą Szczerbiną. Jest to najniższa z turni w kulisie ograniczającej Niemiecką Drabinę – pozostałe to Złota Baszta oraz Złota Turnia położona już w obrębie północno-zachodniej grani Małego Kieżmarskiego Szczytu. Na wschód od Złotego Kopiniaka znajduje się Kieżmarski Kopiniak, tworzący ze wspomnianymi trzema turniami pewną całość, należący jednak już do północnej ściany Kieżmarskiej Kopy.
Na Złotego Kopiniaka nie prowadzą żadne szlaki turystyczne. Północna ściana Złotego Kopiniaka opada w kierunku Zielonego Stawu Kieżmarskiego w Dolinie Zielonej Kieżmarskiej. Jego urwiska stanowią lewą część dolnego piętra północnej ściany Małego Kieżmarskiego Szczytu, przez którą biegną liczne drogi taternickie. Ich prawym ograniczeniem jest Komin Stanisławskiego, przekształcający się w wyższych partiach w Srebrny Kocioł podchodzący pod Złoty Mur. Na dole północna ściana Złotego Kopiniaka ograniczona jest skalną ostrogą, u stóp której znajduje się Srebrny Ogródek (Kotol Weberovky), spory kociołek. Poniżej niego w ścianę wcina się duża piarżysta zatoka. Ze Srebrnego Ogródka w lewą stronę pnie się natomiast Srebrny Komin, dochodzący do Złotej Szczerbiny między szczytowymi partiami Złotego Kopiniaka i Złotego Kopiniaczka. Srebrny Komin i Komin Stanisławskiego razem z depresją w rejonie Srebrnego Ogródka tworzą ogromną literę Y. Ostatnim na lewo z kominów związanych ze ścianą Złotego Kopiniaka jest Złoty Komin opadający ze Złotego Kotła, oddzielający ścianę od północnej ściany Kieżmarskiego Kopiniaka.
Wszystkie drogi biegnące północną ścianą są nadzwyczaj trudne (co najmniej V+ w skali UIAA). Drogi po osiągnięciu wierzchołka lub wschodniej grani Złotego Kopiniaka schodzą na Niemiecką Drabinę. Z tego żlebu szczyt jest najłatwiej osiągalny.
Pierwsze wejścia:
- letnie – O. Blecha i V. Kanyar, 29 września 1966 r.,
- zimowe – Pavel Pochylý i Jiří Unger-Zrůst, 18 marca 1967 r.[1]

Słowacką nazwą turni jest upamiętniony Pavel Pochylý, słowacki wspinacz i fotograf górski nazywany Pająkiem (Pavúk), współautor pierwszego przejścia zimowego ściany. Polska nazwa, podobnie jak i innych okolicznych obiektów, wiąże się z poszukiwaniem złota w Miedzianych Ławkach przez rodzinę Fabri z Kieżmarku.

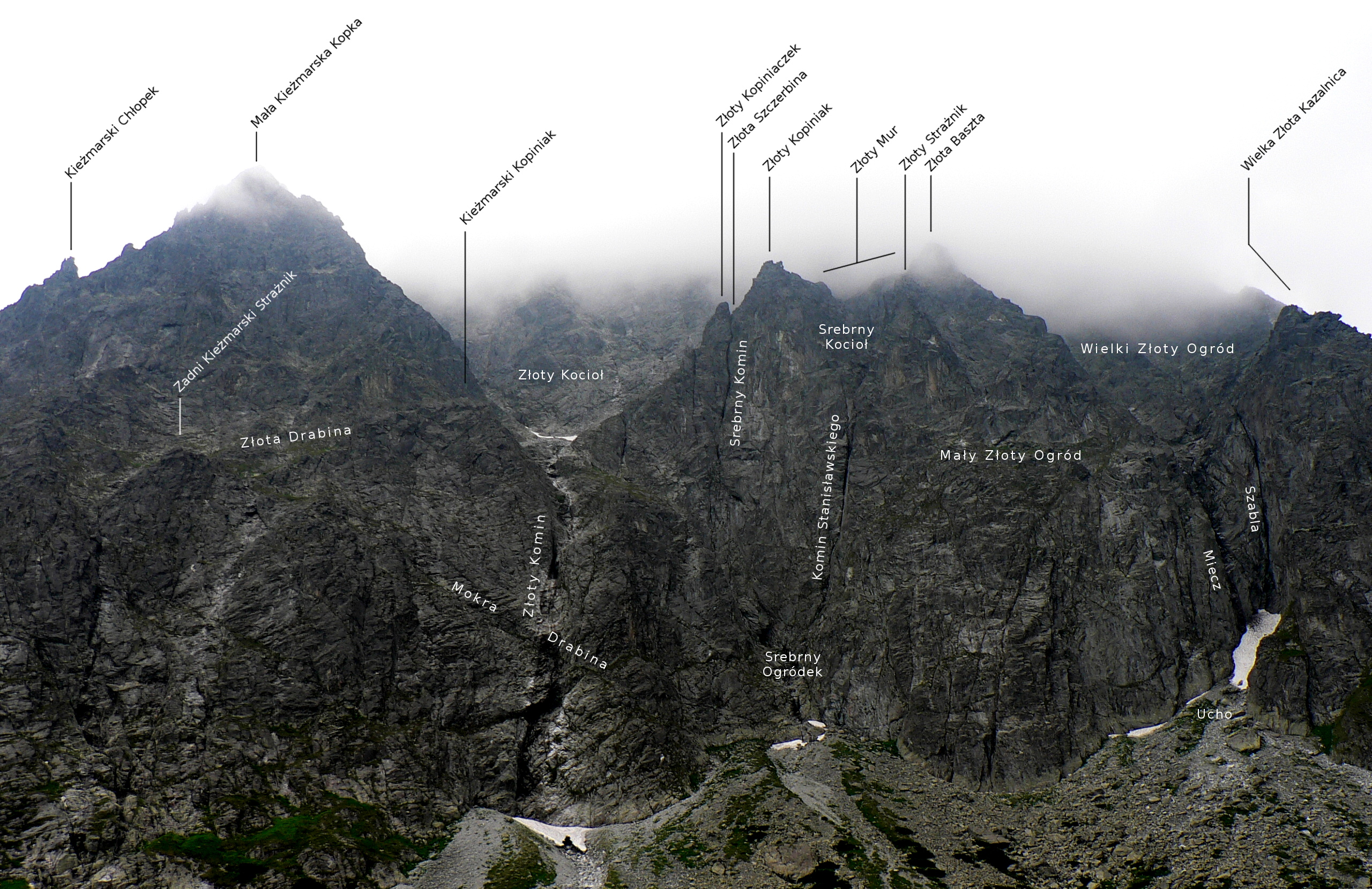
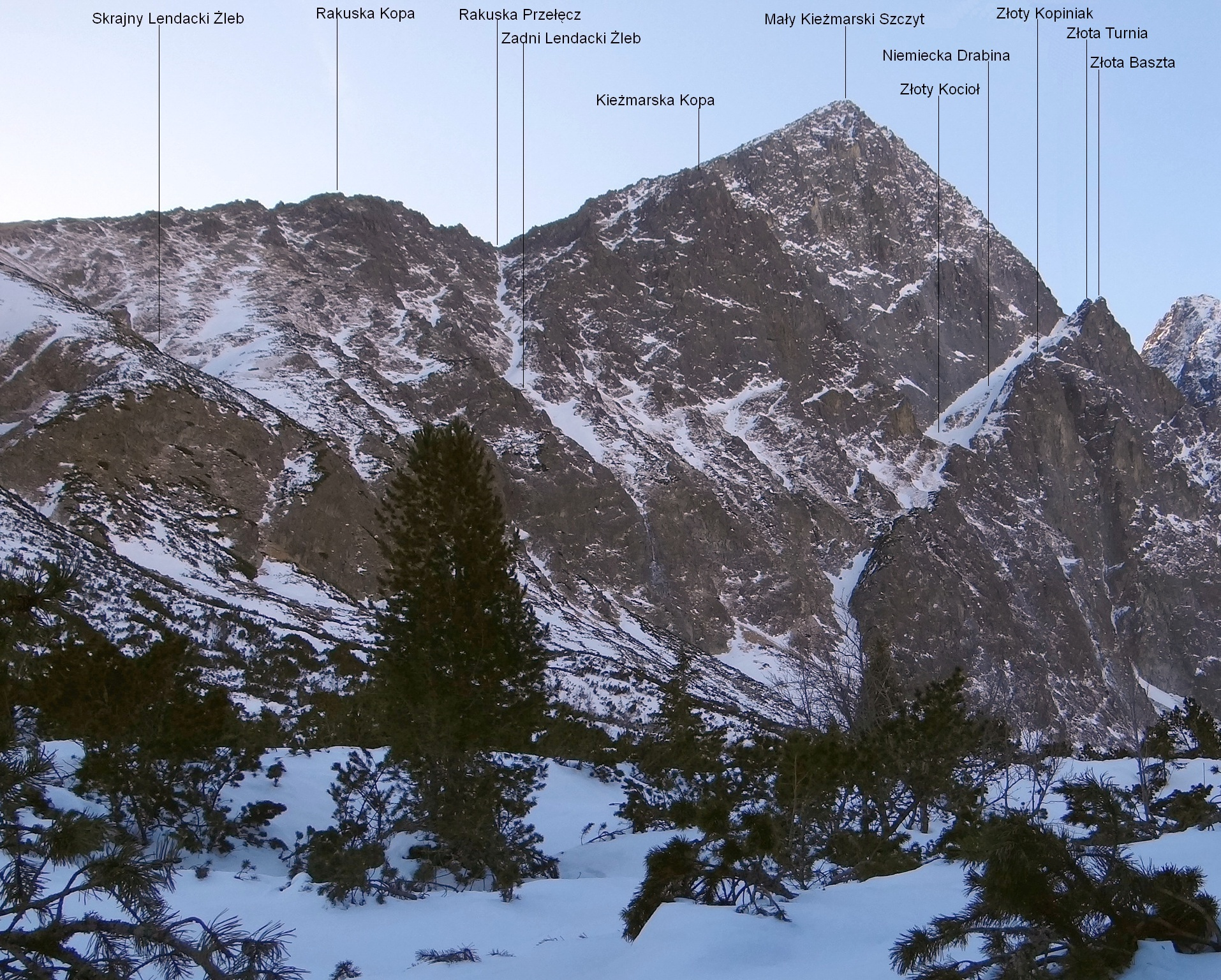